# Сажин, Николай Петрович
Никола́й Петро́вич Са́жин (1897 — 1969) — выдающийся советский металлург, один из крупнейших специалистов по металлургии редких металлов и чистых веществ в СССР.
Академик АН СССР (1964). Герой Социалистического Труда (14 марта 1967 года). Лауреат Ленинской премии (1961), двух Сталинских премий (1946, 1952).

## Биография
Родился 2 (14 марта) 1897 года в Екатеринбурге. В 1931 году окончил МХТИ имени Д. И. Менделеева. С 1933 года работал в Государственном научно-исследовательском и проектном институте редкометаллической промышленности («Гиредмет»), с 1941 года — его руководитель.
В 1925 году предложил оригинальный щелочной метод получения фторида натрия. В 1935 году под его руководством в СССР на базе отечественных месторождений было организовано производство сурьмы. Участвовал в проектировании и освоении всех советских сурьмяноплавильных заводов.
С 1936 по 1941 год совместно с другими сотрудниками института разработал методы извлечения висмута и ртути из концентратов руд цветных металлов, применение которых позволило уже к 1939 году полностью отказаться от импорта этих металлов. В годы Великой Отечественной войны руководил производством ряда редких металлов, в том числе и металлов высокой чистоты. В послевоенное время возглавлял комплекс исследований по проблеме германиевого сырья и германия; в 1947 году возглавлял работы по производству металлического титана.
С 1949 года преподавал в МХТИ (профессор). С 23 октября 1953 года член-корреспондент АН СССР (по отделению технических наук (металлургия)); с 26 июня 1964 года — академик АН СССР (отделение физикохимии и технологии неорганических материалов (химия и технология веществ высокой чистоты)).
В 1964—1969 годах возглавлял секцию химии и технологии полупроводниковых материалов Совета по физике и химии полупроводников АН СССР. Автор многих трудов, основные из которых в области технологии редких металлов, чистых веществ и полупроводниковых материалов.
Умер 23 февраля 1969 года. Похоронен в Москве на Новодевичьем кладбище (участок № 6).

## Награды
- Герой Социалистического Труда (14 марта 1967 года) — за выдающиеся заслуги в области создания отечественной металлургии редких металлов и полупроводниковых материалов и в связи с 70-летием со дня рождения
- два ордена Ленина (20.05.1966; 14.03.1967)
- четыре ордена Трудового Красного Знамени (27.06.1947; 29.09.1949; 15.01.1954; 20.03.1957)[4]
- орден «Знак Почёта» (20.06.1952)
- медали
- Ленинская премия (1961)
- Сталинская премия третьей степени (1946) — за разработку и внедрение технологии получения висмута высокой чистоты
- Сталинская премия второй степени (1952) — за выявление сырьевых ресурсов, разработку и освоение технологии производства нового типа промышленной продукции

## Память
В честь Н. П. Сажина назван минерал сажинит.

## Сочинения
- Сурьма. — М.; Л., 1941.
- Развитие в СССР металлургии редких металлов и полупроводниковых материалов. — М., 1967.
- Вещества высокой чистоты в науке и технике. — М., 1969.